# Syberia
„Syberia“ (чита се Сајбирија) је авантуристичка рачунарска игра из 2002. године. Осмислио ју је белгијски стваралац видео игара Беноа Сокал (фр. Benoît Sokal), развила франуска софтверска компанија „Микројдс“ (фр. Microïds), а објавила канадска компанија за издавање видео игара „Адвенчер компани“ (енгл. The Adventure Company). 

## Развој
На развоју игре радило је 30 особа са буџетом од 2 милиона евра, користећи Виртулсов (енгл. Virtools) рачунарски програм „Development Environment 2.1“. У интервјуу за „Џаст адвенчер“, Беноа Сокал је наговестио да је развојни тим у једном тренутку разматрао да начини једну игру која би обухватала комплетну причу Сајберије, али се од тога одустало пошто је ова била преобимна.

## Радња
Током игре играч управља ликом америчког адвоката Кејт Вокер коју је фирма послала у Валадилен (фр. Valadilène), забачено француско сеоце у Алпима, како би привела крају преузимање фабрике играчака. По доласку у село Кејт сазнаје да је власница фабрике Ана Воралберг (енгл. Anna Voralberg) недавно преминула и да је фабрику наследио њен брат Ханс (енгл. Hans) који је пре више деценија напустио Валадилен. Да би закључила посао око преузимања фабрике Кејт мора да пронађе Ханса. Њен задатак одвешће је на пут дугачак неколико хиљада миља током којег ће променити свој однос према животним вредностима и открити нову, пустоловну црту свог карактера. Као додатак главној радњи, развија се и подрадња која се одвија кроз телефонске разговоре које Кејт води током свог путовања, углавном са својим вереником (кроз које се играч упућује у њихову распадајућу везу), а понекад са својом мајком и пријатељицом.
Њена потрага одвешће је на исток, невероватним возом на навијање који је дело Ханса Воралберга. На свом путу проћи ће кроз пределе изгубљене у времену, попут Универзитет у Барокштату (енгл. Barrockstadt) који је окружен дебелим зидом који га чува од непријатеља. Кејт ће током свог путовања упознати нове људе, али ће њен стални пратилац кроз читаву игру бити машиновођа Оскар (енгл. Oscar) који је у ствари аутоматон — сложени механизам који функционише захваљујући систему зупчаника и опруга и који, за разлику од робота, има душу. Оскар, који је релативно млад аутоматон, временом ће током заједничког путовања са Кејт почети да развија поједине карактерне особине од којих је свакако најизраженија тврдоглавост. Временом ће се између њих развити искрено пријатељство.
На крају свог путовања у чувеној бањи у Аралбаду, Кејт ће коначно упознати Ханса Воралберга који ће без размишљања ставити свој потпис на уговор. Иако у почетку одбија да му се придружи на путу за Сајбирију, уморна од свађа са својим вереником, Кејт се у последњем тренутку предомишља.

## Назив
Назив „Сајбирија“ односи се на истоимено митско острво које је коначно одредиште ка којем се Кејт Вокер упућује са Хансом Воралбергом, како би му помогла да оствари свој сан — да види мамуте, који по легенди још увек живе на поменутом острву.

## Опис
„Syberia“ је полу-реалистична авантуристичка рачунарска игра која се игра из трећег лица. Управљање ликом у игри, као и контакти са другим ликовима и предметима врше се уз помоћ миша. Играч мора да реши читав низ загонетки како би наставио са играњем. Као чисто графичка авантура, „Syberia“ прати смернице које је у овом жанру игара поставила компанија Лукасартс (енгл. LukasArts) — у игри се не можете заглавити или погинути што омогућава играчу да игру игра без страховања да ће учинити непоправљиву грешку и да ће стално морати да снима позиције.
Ова игра у својој причи користи елементе сецесије и стимпанка. Предели који су представљени у игри делују ванвременски и тешко се могу везати за одређену епоху или место. Нарочито импресивно делује монументално здање Универзитета у Барокштату на чијем се улазу налазе велике статуе мамаута. Такође, маштовита железничка станица кроз коју протиче река и која је претворена у ботаничку башту у којој живе ретке врсте птице доприноси монументалности игре. У руском индустријском граду Комколзграду (енгл. Komkolzgrad) доминирају фантастични џиновски механички кранови у облику радника који у руци држе срп и чекић, док Аралбад (енгл. Aralbad) фасцинира својом старом архитектуром и велелепном унутрашњошћу.

## Критике
„Syberia“ је добила углавном добре критике; добитник је награде „Гејмспаја“ (енгл. GameSpy) за најбољу авантуристичку игру 2002. године, а исте године је добила и награду за најбољу авантуристичку игру по избору читалаца, коју додељује „IGN“. На основу 27 критика, интернет страница „Метакритик“ (енгл. Metacritic) оценила је игру збирним резултатом од 82% („углавном повољне критике“).